# Leccinum vulpinum
Leccinum vulpinum (Roy Watling, 1961), din încrengătura Basidiomycota în familia Boletaceae și de genul Leccinum, este o specie de ciuperci comestibile, denumită în popor burete vulpesc/bureți vulpești sau hribă roșie. Acest burete coabitează, fiind un simbiont micoriza (formează micorize pe rădăcinile arborilor) extrem specializat. În România, Basarabia și Bucovina de Nord se dezvoltă, de la câmpie la munte, în păduri de conifere exclusiv sub pini pe sol acru și nisipos. Timpul apariției acestei ciuperci întâlnite nu prea des este din iunie până în octombrie (noiembrie).

## Taxonomie
Numele binomial a fost determinat de micologul scoțian Roy Watling (n. 1938) și publicat în volumul 39 al jurnalului botanic Transactions of the Botanical Society of Edinburgh din 1961. Acest taxon este valabil până în prezent (2019). Toate celelalte încercări de redenumire sunt nefolosite și astfel neglijabile.

## Descriere

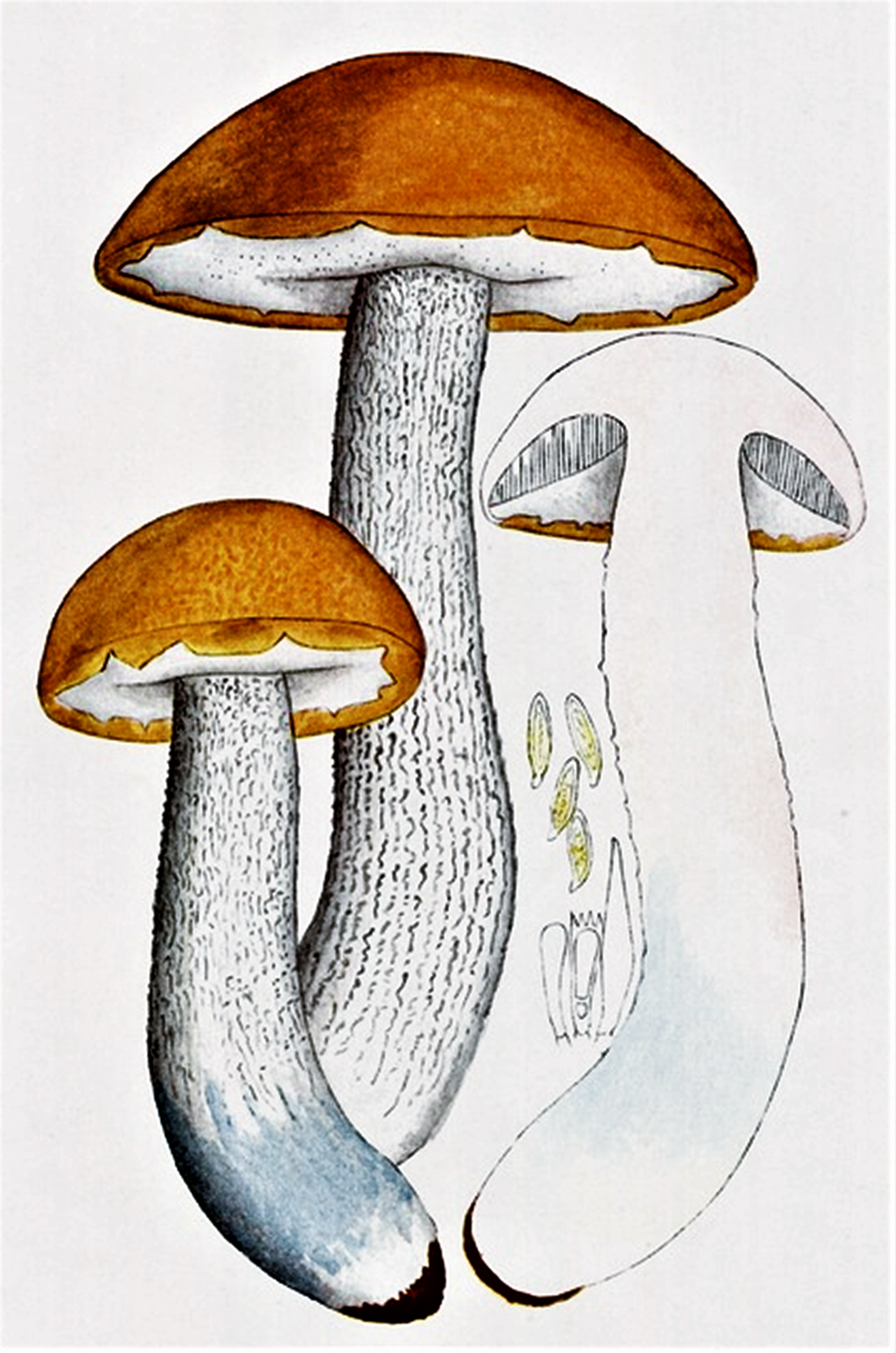
Bres.: Boletus rufus, foarte asemănător

- Pălăria: are un diametru de 5-15 (18) cm, este cărnoasă, foarte regulată, la început semisferică, apoi convexă și pe măsura avansării în vârstă la plano-convexă, cu marginea mai întâi răsfrântă spre picior, iar la bătrânețe destinsă. Cuticula care nu se poate decojii este mat-catifelată și uscată, fiind slab danturată și atârnând ușor deasupra sfârșitul pălăriei. Coloritul variază între ruginiu, cărămiziu, brun-roșcat până la brun-purpuriu, fiind ceva mai închis decât cel al Leccinum aurantiacum.
- Tuburile: cu sporifere lungi (1-2,5 cm) și subțiri, împinse în jos spre picior, parând spongioși la pipăit din maturitate încolo și de culoare, în tinerețe gri deschisă, apoi gri-brună cu nuanțe brun-roșiatice. Se pot îndepărta cu ușurință de carnea pălăriei.
- Porii: sunt foarte mici, rotunjori, relativ deși și colorați gri-albui, în vârstă bej ocru murdar până gri-măsliniu. În apropierea piciorului se adună, formând un șanț despărțitor evident. La exemplarele bătrâne, porii spre marginea exterioară a pălăriei tind să depășească  marginea acesteia. Nu se decolorează la apăsare.
- Piciorul: are o înălțime de 6 până la 13 cm și o lățime de  2,5-4 (5) cm, fiind compact, tare și plin, aproape cilindric, uneori îndesat și ușor îngustat spre pălărie. Coloritul suprafeței este albicioasă, fiind presărată cu solzi mici, aspri și dispuși în șiruri longitudinale, de culoare inițial deschis maronie, apoi roșiatică și în sfârșit brun-negricioasă.
- Carnea: este în tinerețe compactă și tare, devenind moale la maturitatea avansată, cu miros aproape imperceptibil slab de ciuperci, gustul fiind plăcut și delicios. Coloritul este în pălărie albicios, în picior cu nuanțe rozalii și spre bază nu rar chiar maronii. Nu se colorează după tăiere și în timpul fierberii.
- Caracteristici microscopice: are spori netezi, elipsoidali până fusiformi și palid gălbui, netezi, prevăzuți cu o proeminență situată la bază (apicul), având o mărime de 13-18 x 4-5 microni. Pulberea lor este brun-gălbuie. Bazidiile cu 4 sterigme fiecare sunt claviforme (îngroșate de la bază spre vârf și cu extremități rotunjite în formă de măciucă). Cistidele (elemente sterile situate în stratul himenal sau printre celulele din pielița pălăriei și a piciorului, probabil cu rol de excreție) sunt fusiforme și ventricoase.[5][6]
- Reacții chimice: Carnea se colorează cu fenol palid roz, cu formol mai întâi roz apoi gri-negricios, cu hidroxid de potasiu de asemenea palid roz și cu sulfat de fier gri-verzui.[8][9]

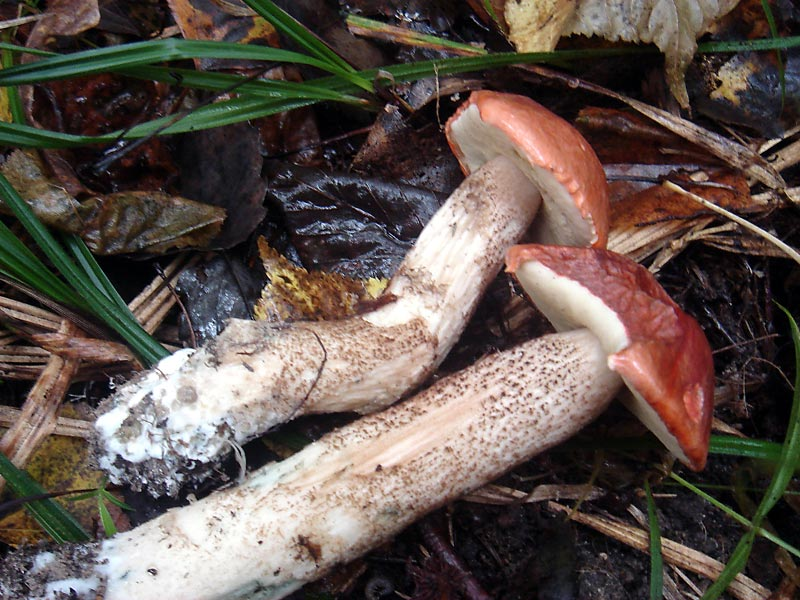
L. vulpinum, picior și pori
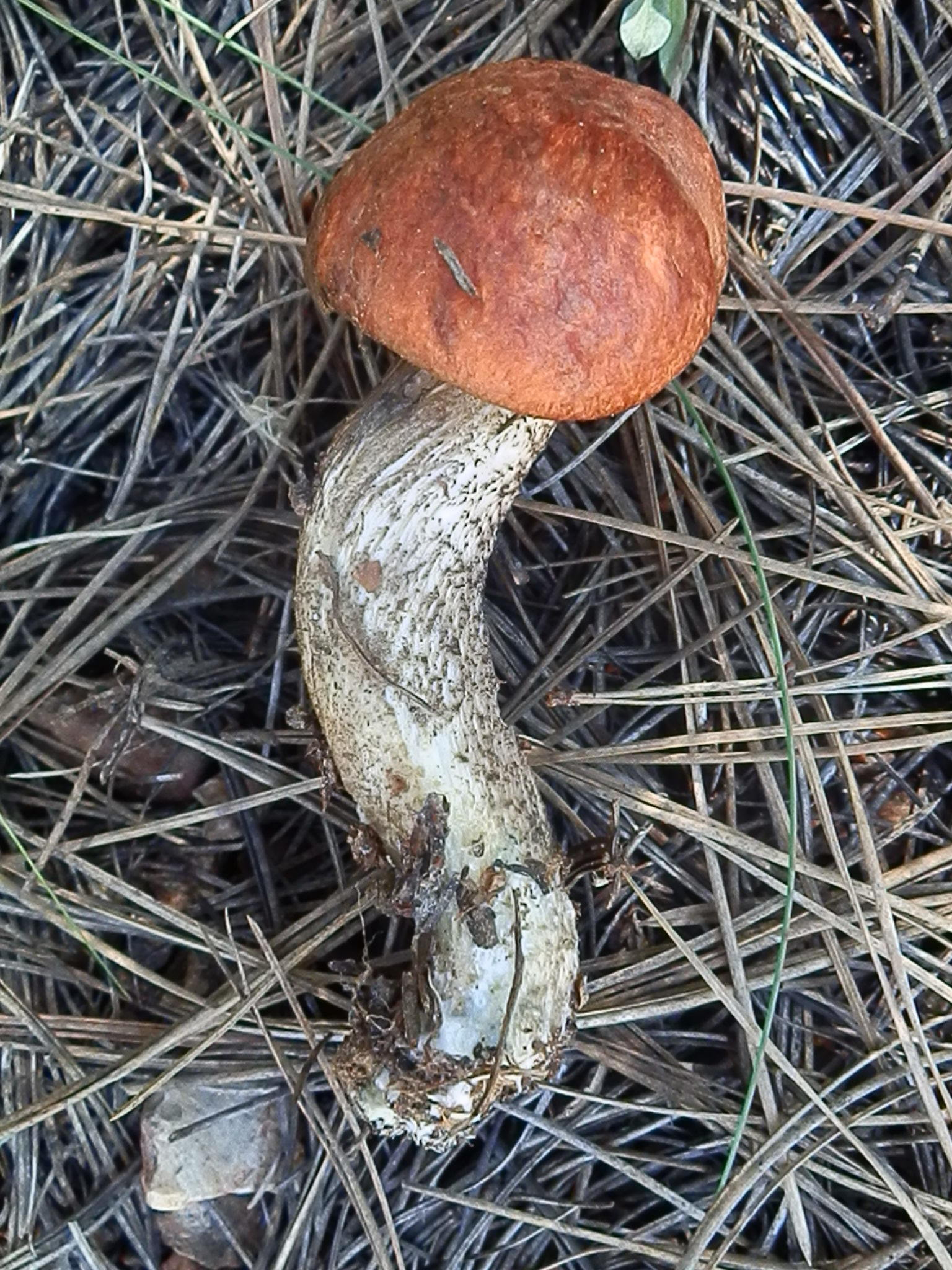
L. vulpinum tânăr
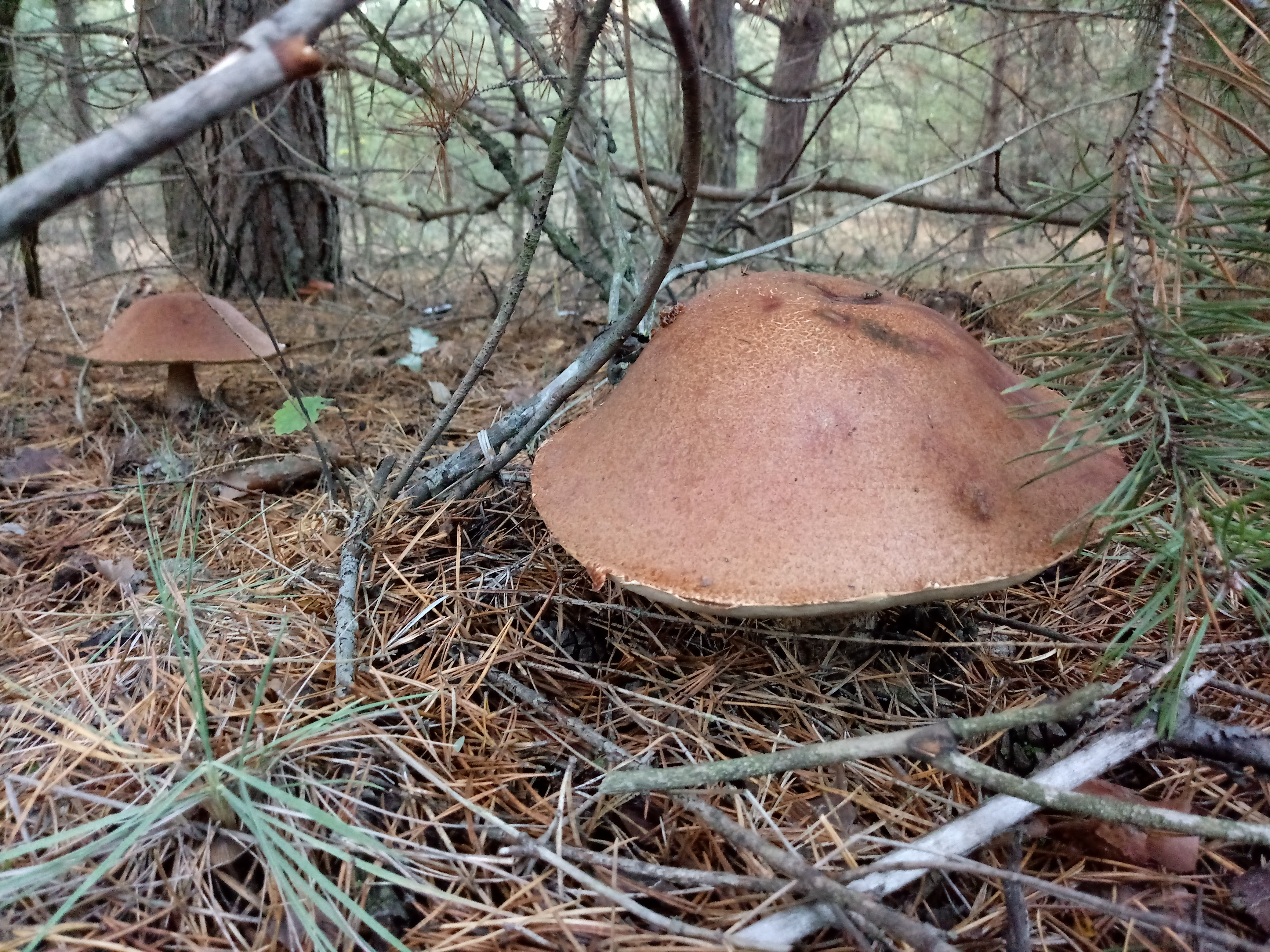
L. vulpinum bătrân

## Confuzii
Dacă nu se dă seama, că această specie crește numai sub pini, ea poate fi confundată totuși în primul rând cu Leccinum piceinum, nu de deosebit cu ochii, dar un simbiont de molid. Mai departe sunt forte asemănătoare specii ale familiei Boletaceae care se dezvoltă exclusiv sub copaci foioși, ca de exemplu: Leccinellum crocipodium sin. Leccinum crocipodium (comestibil), Leccinum aurantiacum (crește în păduri de foioase în special sub plopi precum plopi tremurători, dar de asemenea pe sub sălcii), Leccinum carpini, Leccinum duriusculum, Leccinum holopus, Leccinum griseum, Leccinum pseudoscabrum (trăiește în păduri de foioase în special sub carpeni dar și sub aluni, mesteceni sau plopi), Leccinum melaneum, Leccinum quercinum (crește sub stejari), Leccinum roseofracta (trăiește sub mesteceni), Leccinum scabrum (se dezvoltă în păduri de foioase, în special sub mesteceni), Leccinum thalassinum (apare sub mesteceni pe teren nisipos și umed, este destul de răspândit, dar numai puțin cunoscut), Leccinum variicolor (se dezvoltă numai sub mesteceni prin mlaștini și turbării pe sol acru), sau Leccinum versipelle (crește în păduri de foioase, parcuri și pajiști sub mesteceni, plopi precum plopi tremurători, dar de asemenea pe sub sălcii).
Toate aceste specii sunt comestibile, dar nu în stadiu crud.

## Specii asemănătoare în imagini

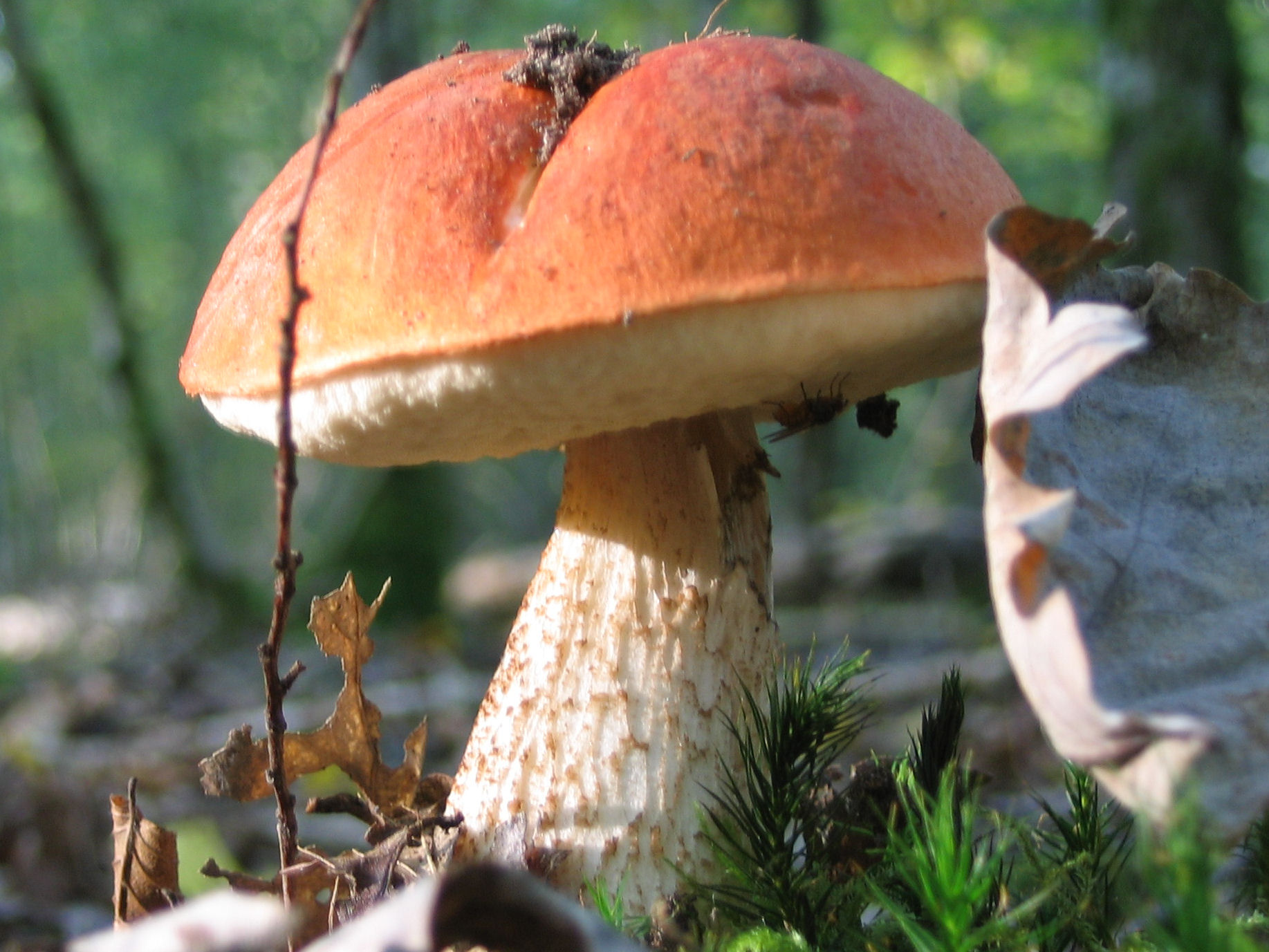
Leccinum aurantiacum
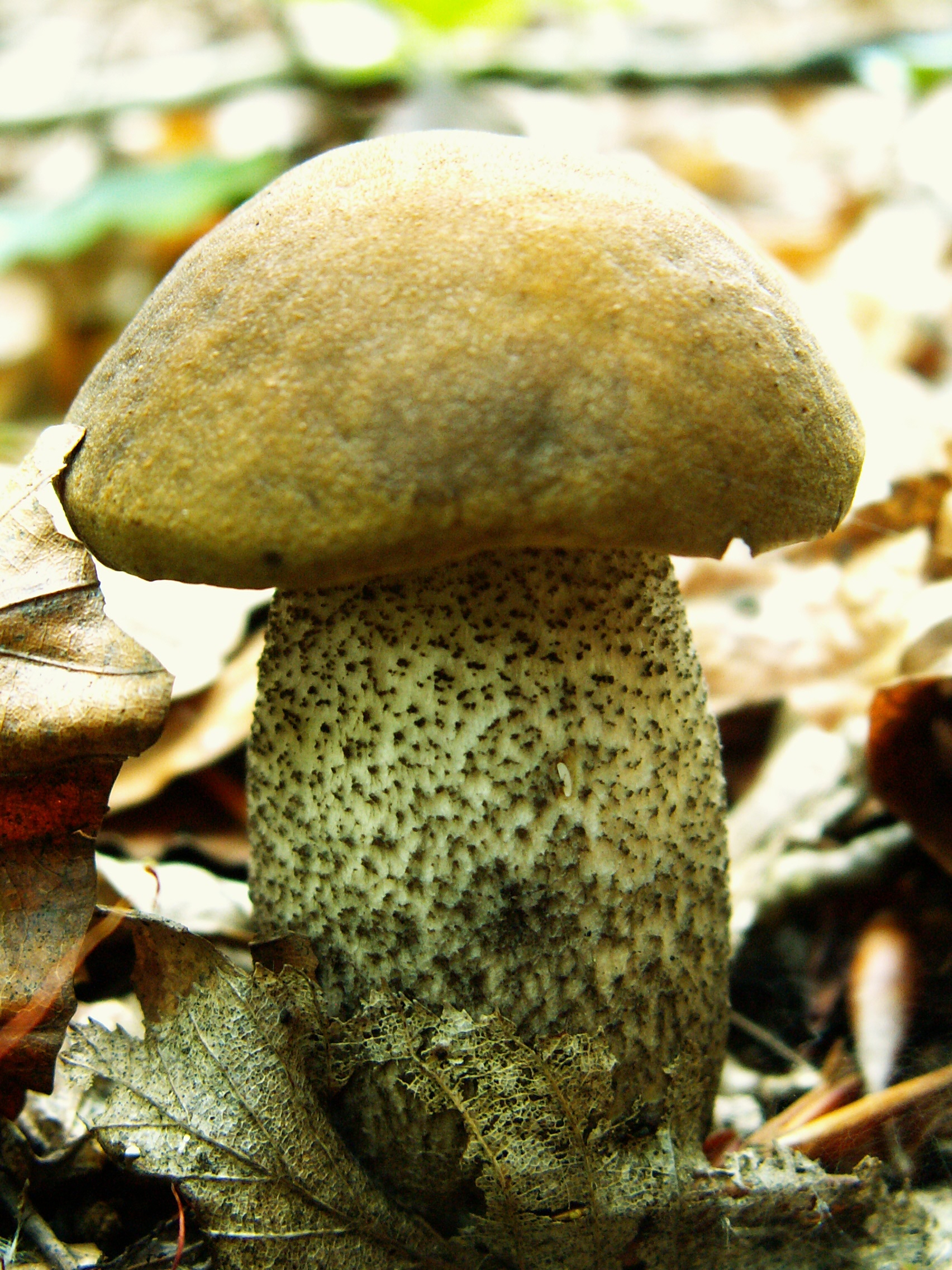
Leccinum carpini
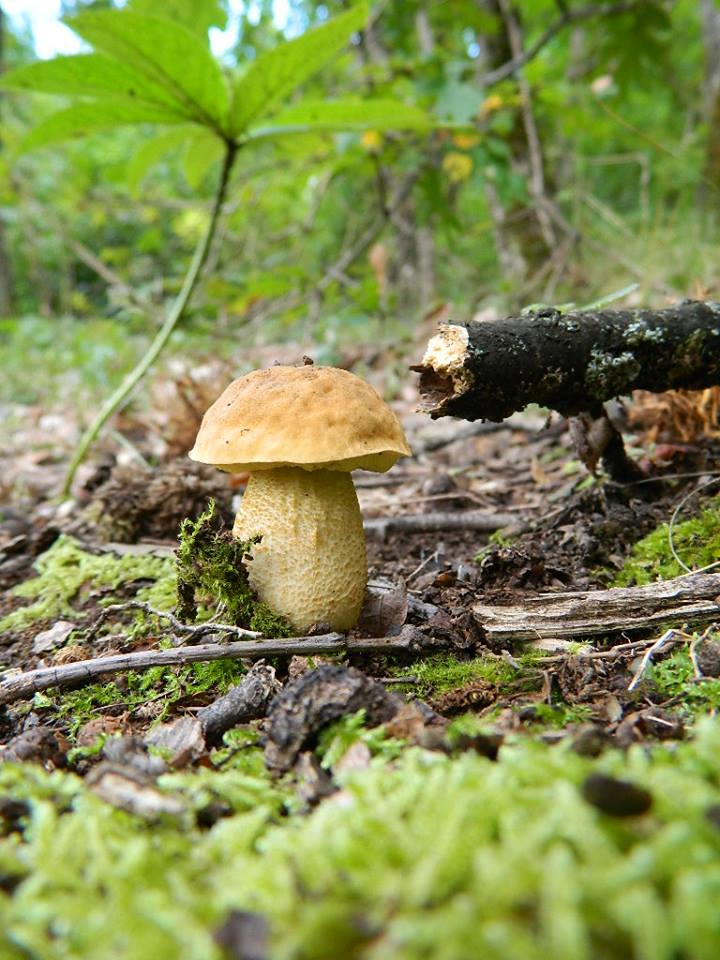
Leccinellum crocipodium sin Leccinum crocipodium
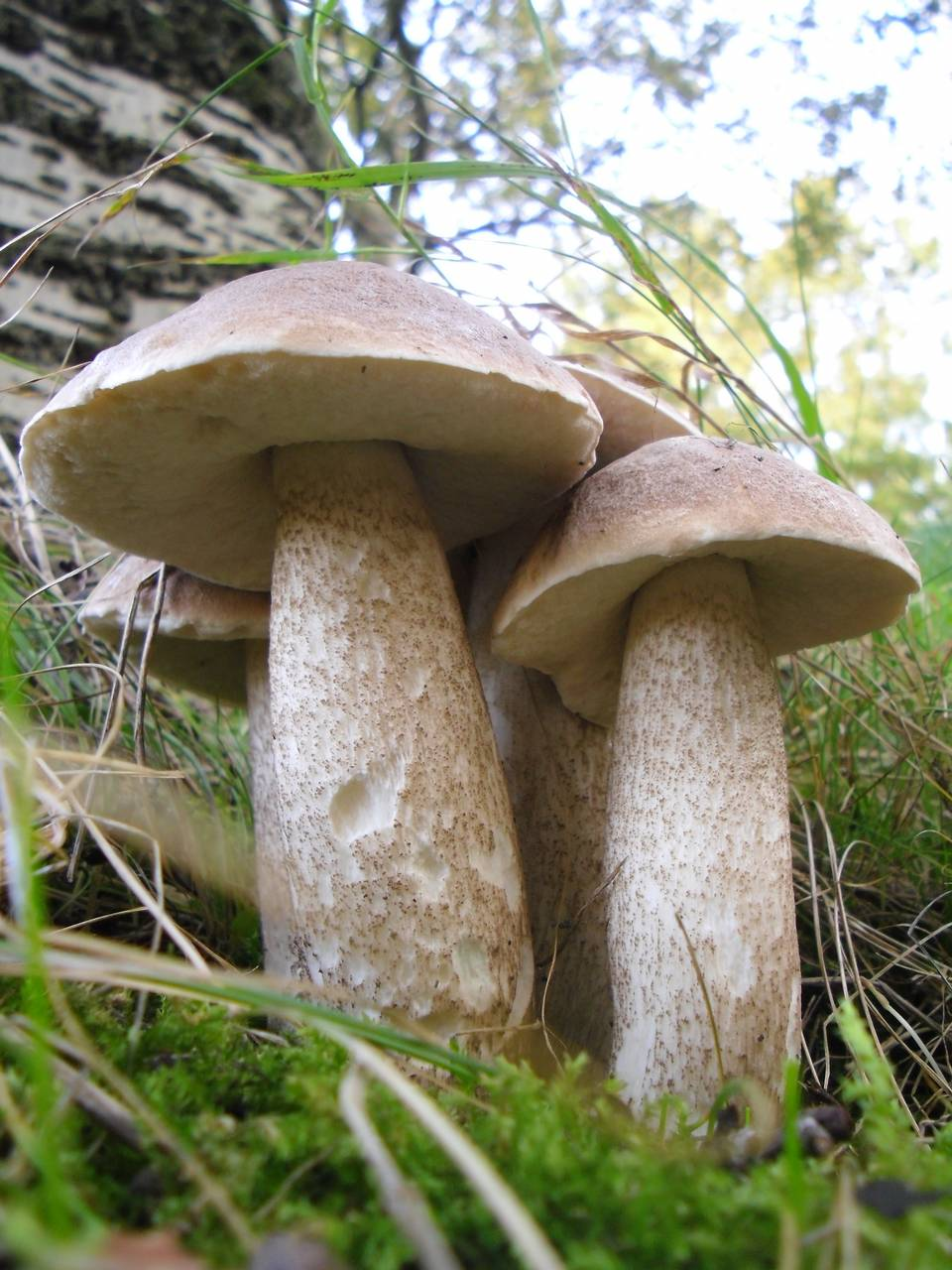
Leccinum duriusculum
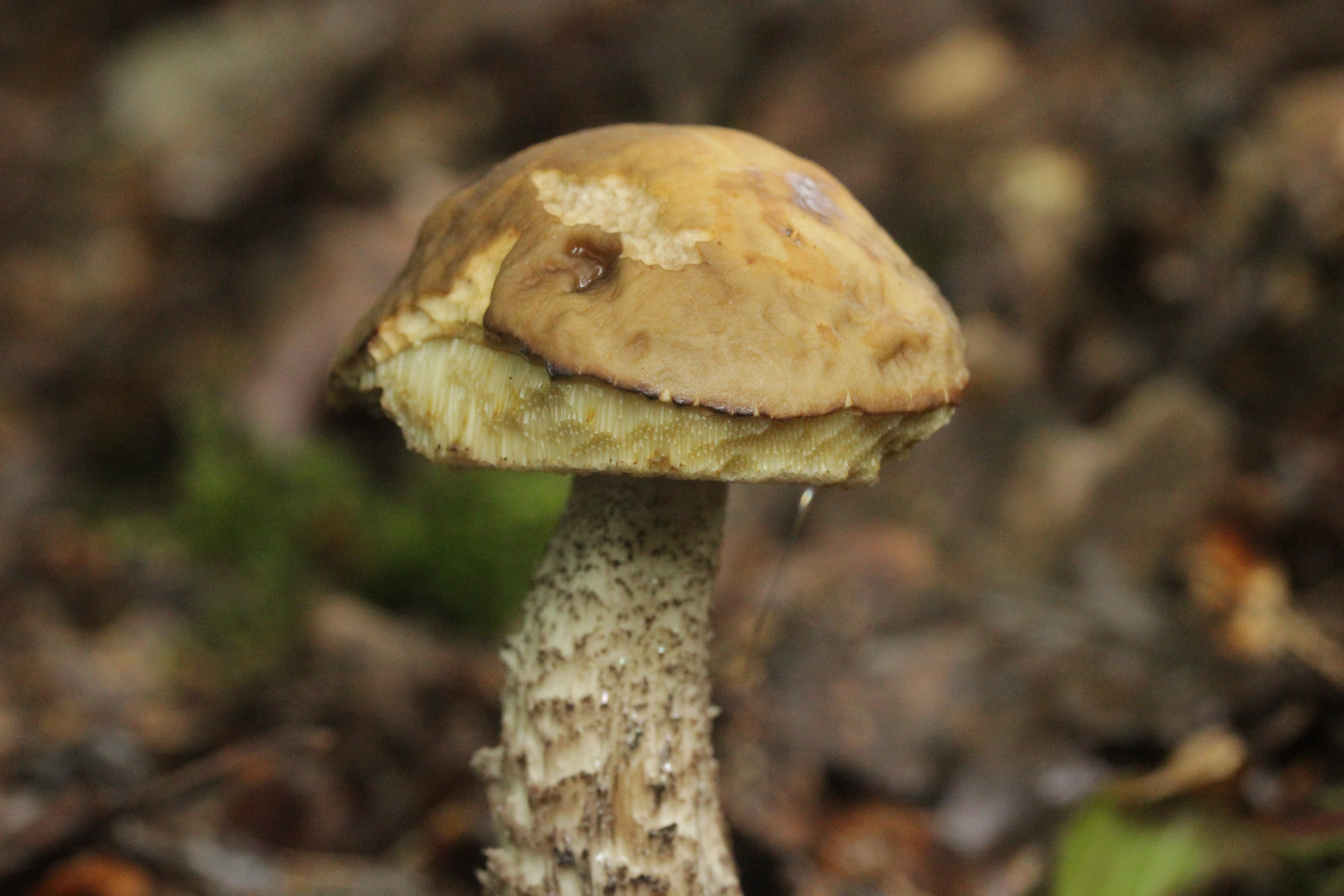
Leccinum griseum
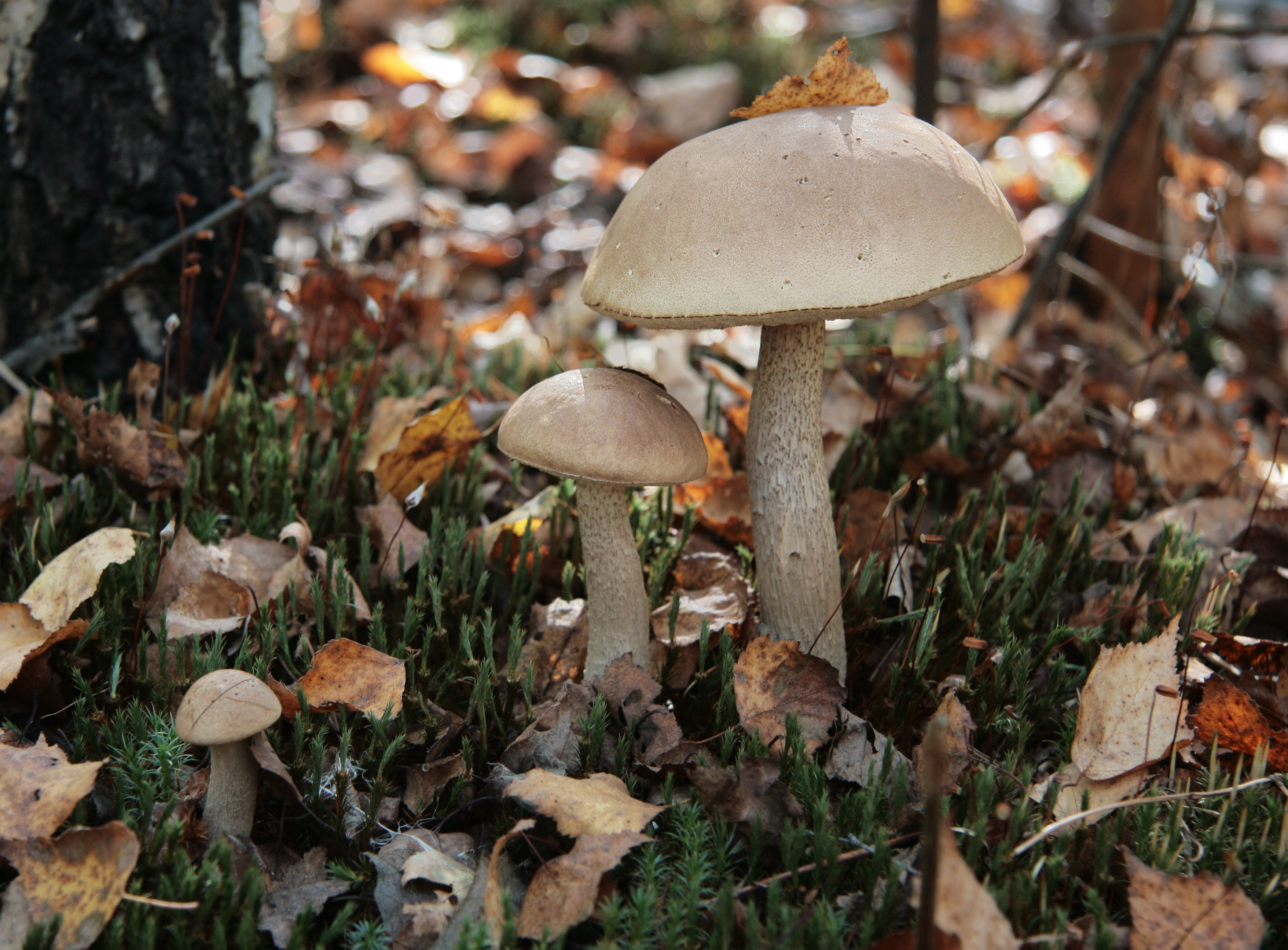
Leccinum holopus
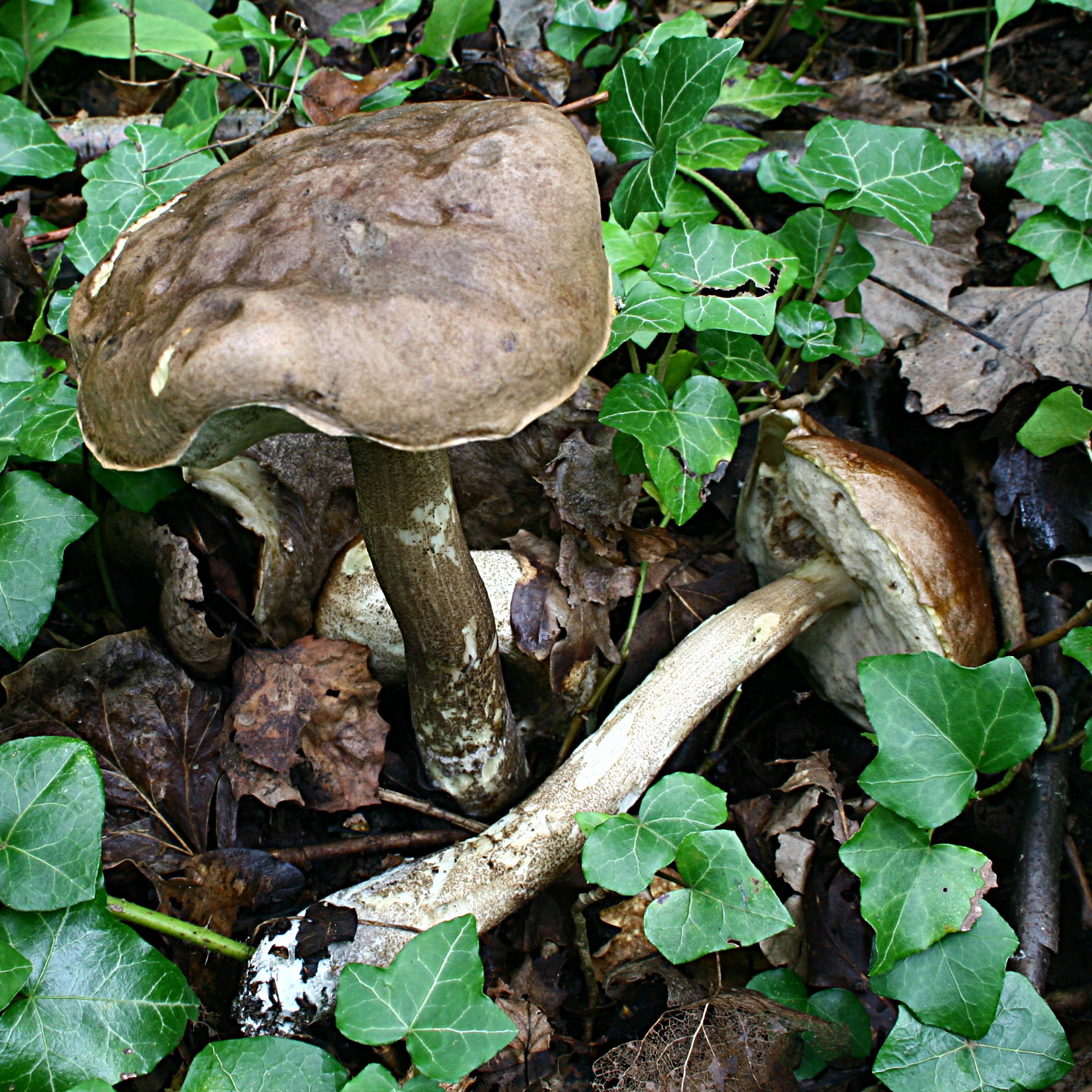
Leccinum melaneum

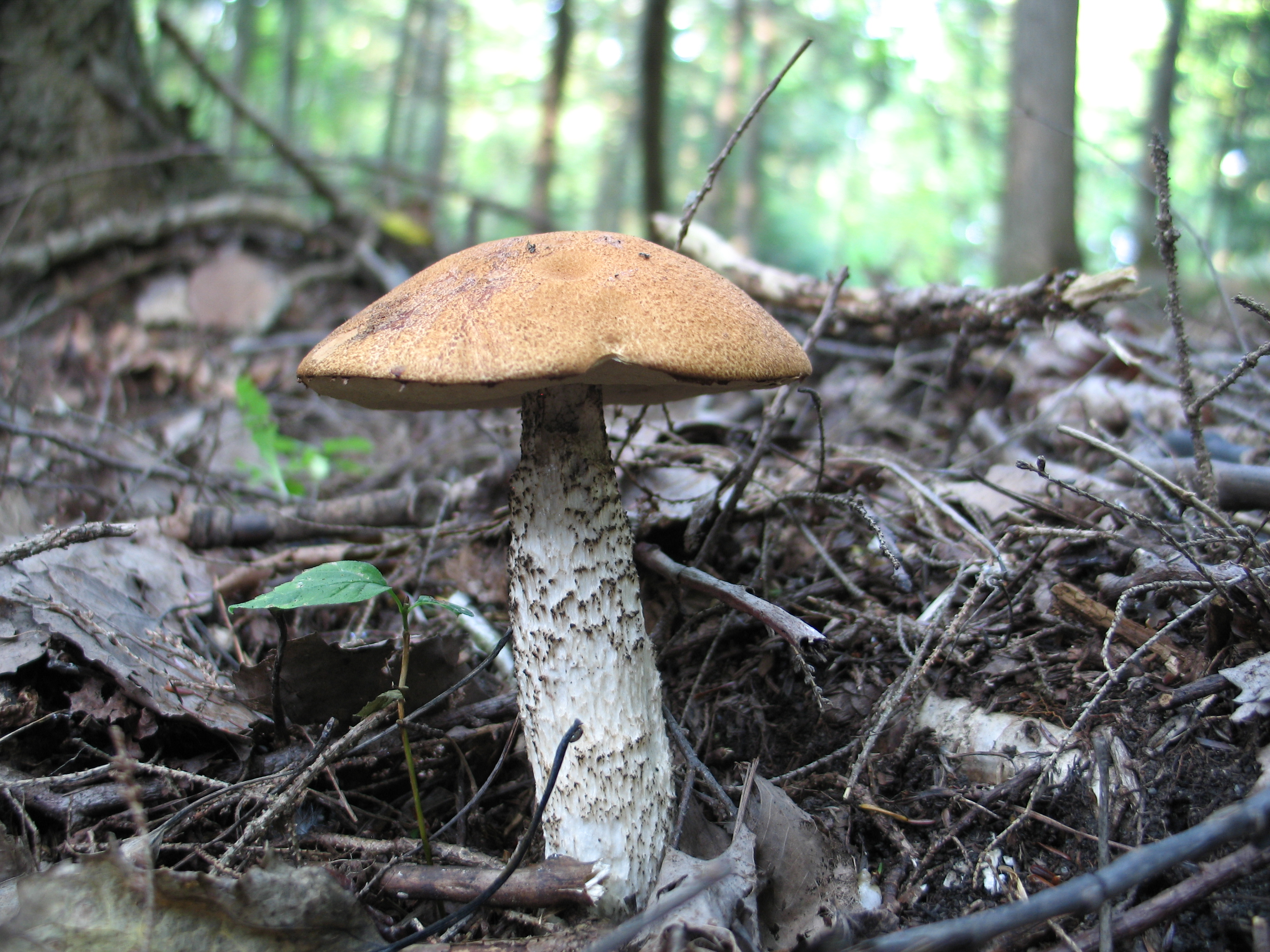
Leccinum piceinum
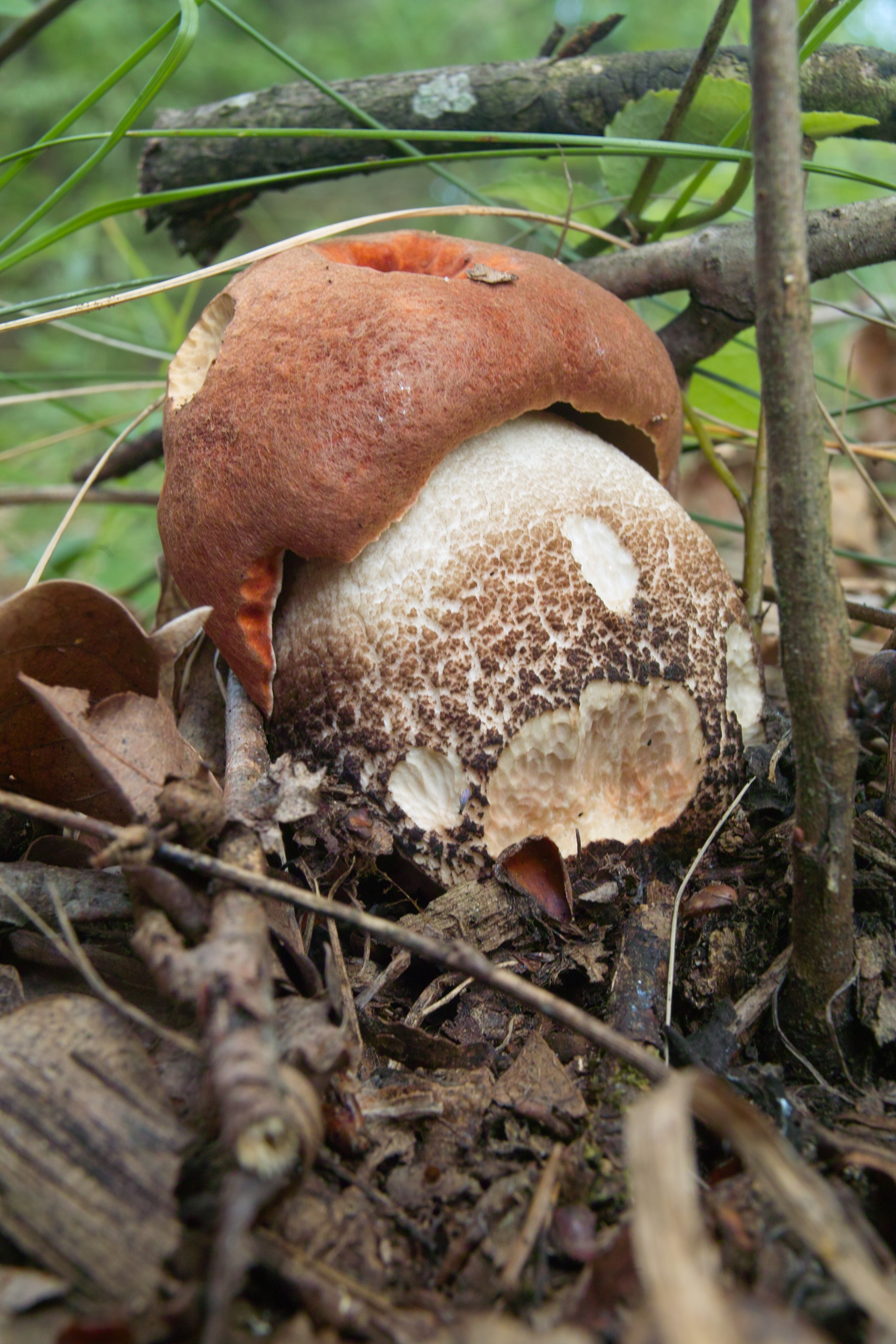
Leccinum quercinum
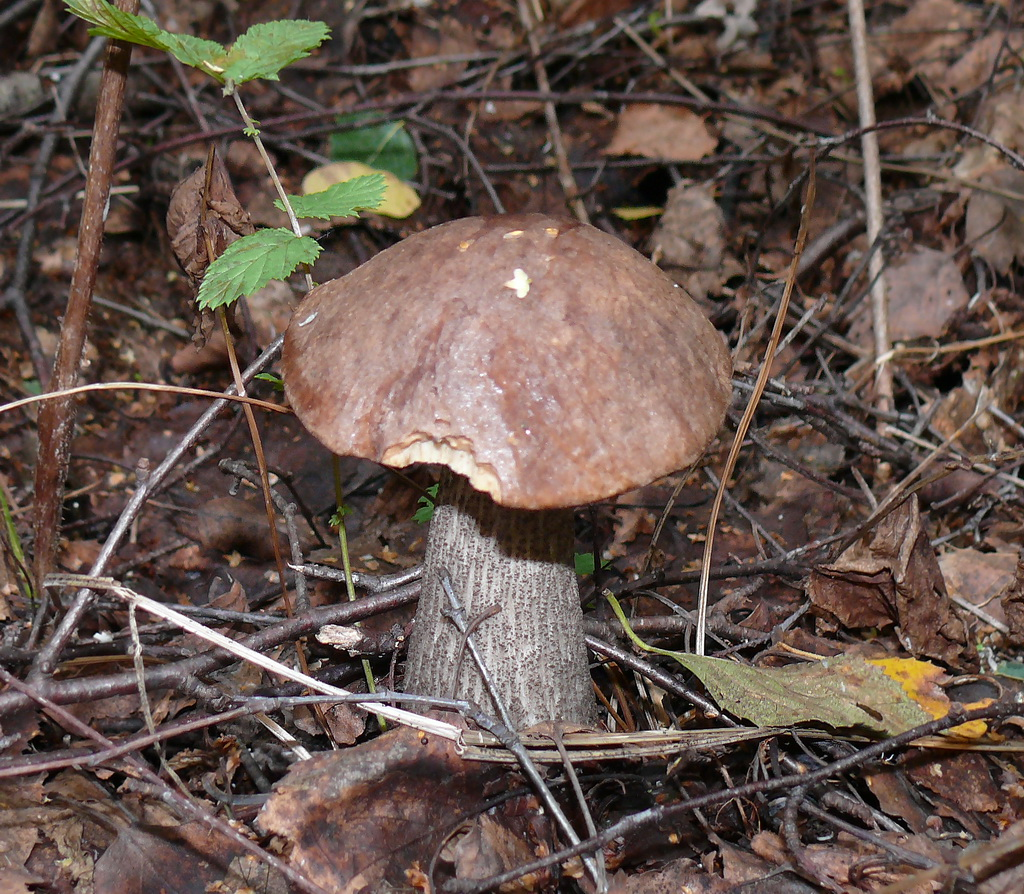
Leccinum scabrum
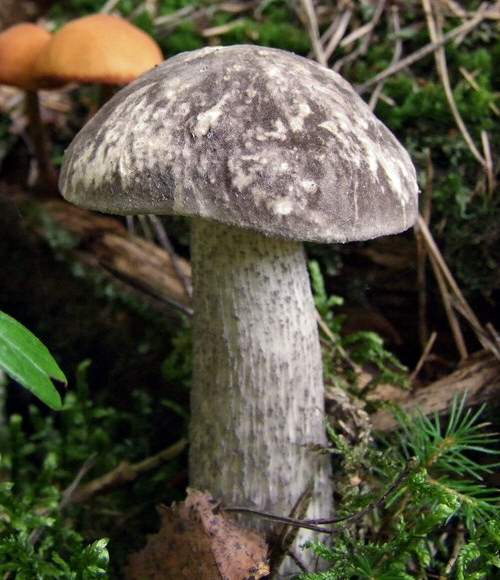
Leccinum variicolor
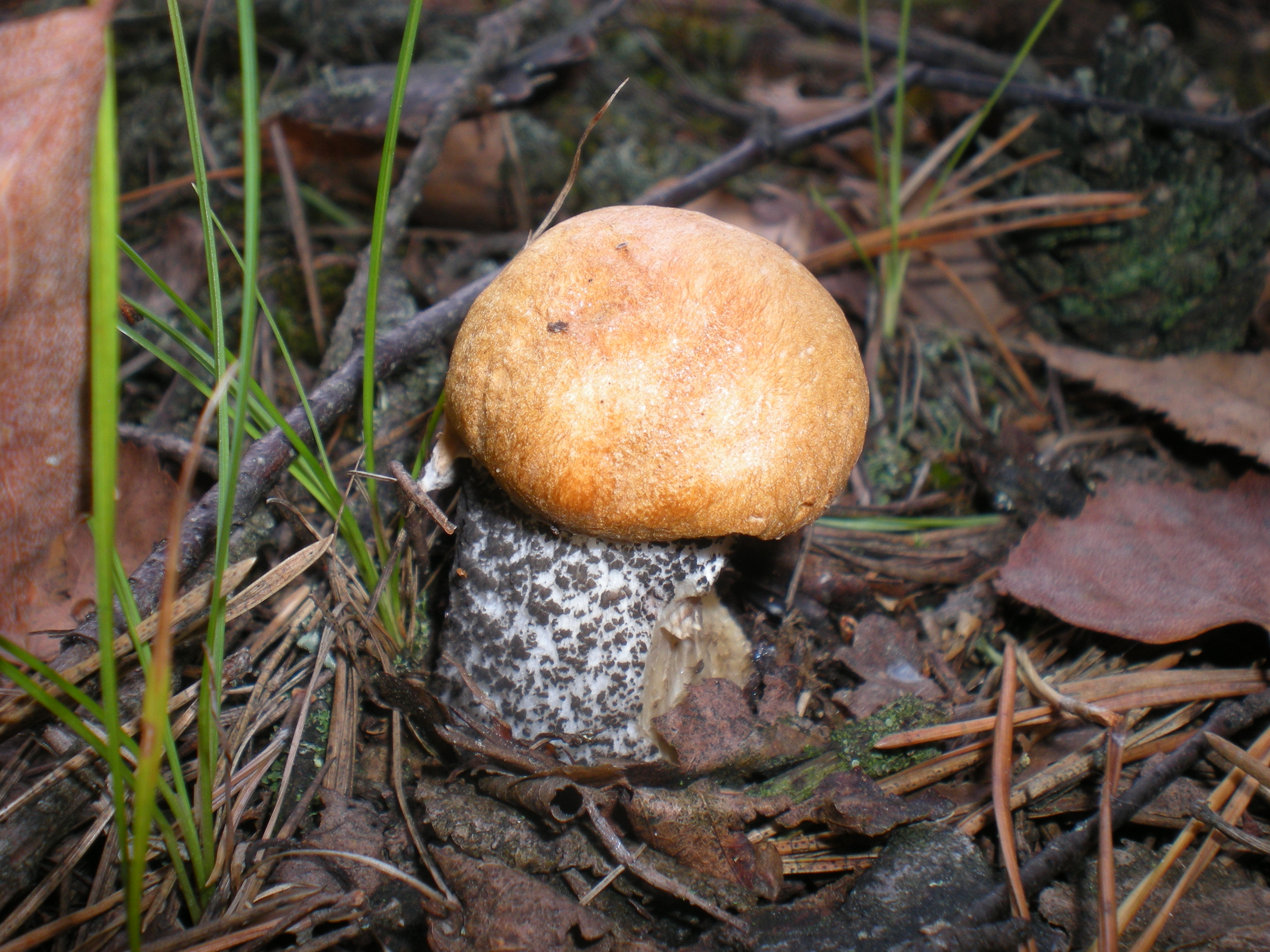
Leccinum versipelle

## Valorificare

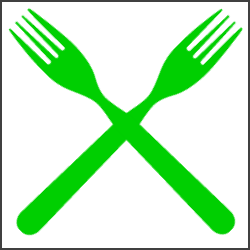

Această ciupercă are avantajul să fie numai rareori atacată de viermi. Bureții proaspeți pot fi pregătiți asemănător altor soiuri ale genului ca ciulama, de asemenea împreună cu alte ciuperci de pădure sau adăugați la un sos de carne de vită sau vânat. Mai departe, ei pot fi tăiați felii și congelați. Mai departe este posibilă, după tăierea în felii, uscarea lor. Foarte gustoși sunt preparați ca Duxelles (un fel de zacuscă).
S-a afirmat, că, specia, consumată crud, poate să genereze incompatibilități la copii precum persoane cu un aparat digestiv sensibil. Astfel, ciupercile acestui soi ar trebui să fie consumate numai bine prăjite sau gătite.